# Antisect
 (octobre 2017).
Si vous disposez d'ouvrages ou d'articles de référence ou si vous connaissez des sites web de qualité traitant du thème abordé ici, merci de compléter l'article en donnant les références utiles à sa vérifiabilité et en les liant à la section « Notes et références ».

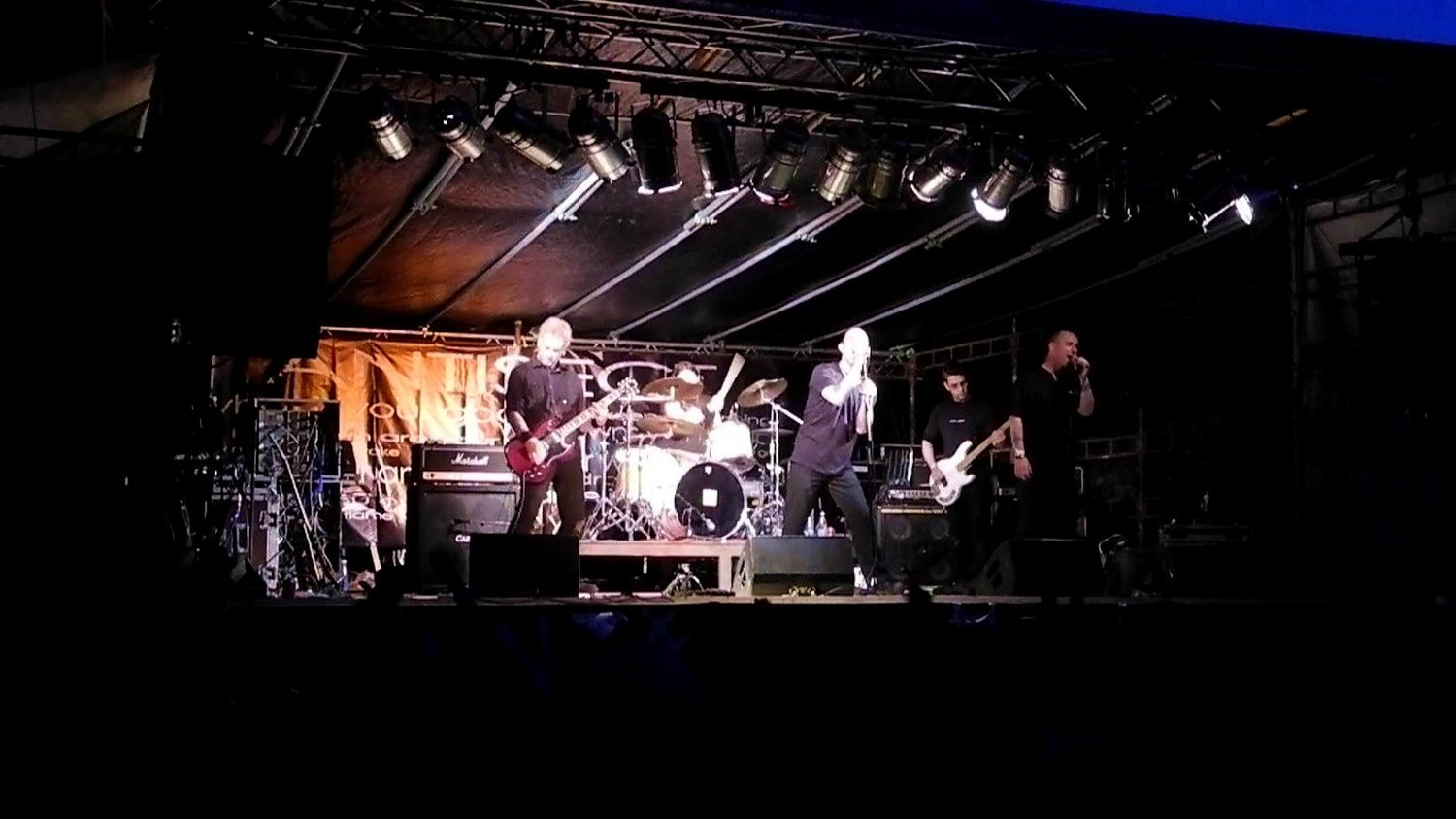
Antisect en 2011.

Antisect est un groupe d'anarcho-punk/hardcore britannique formé en 1982 à Daventry (Northamptonshire) et basé à Londres. Ses influences sont à la fois hardcore, anarcho punk et heavy metal.
Son premier album, In Darkness There is No Choice, a été publié en 1983. L'EP suivant, en 1985, Out From the Void, est souvent cité comme un moment de basculement du genre pour sa fusion d'un style punk rock brut et d'éléments de metal.
Antisect est un groupe important dans la chronologie de la musique punk hardcore, qui a été une influence majeure sur les « punks radicaux, politiquement engagés au cours des 30 dernières années ».
Le groupe traite de questions diverses : droits des animaux et la justice sociale, communiquant leurs idées à un public largement punk rock. Ils figurent parmi les instigateurs de la scène du mouvement squat au milieu de la fin des années 1980. Au cours de cette période, les membres ont vécu essentiellement sur la route ou au milieu de la vibrante scène des squats de Londres de l'époque. Ils ont beaucoup voyagé, à la fois au Royaume-Uni et en Europe.
Ils se sont séparés en 1987 et reformés en mai 2011.

## Discographie
- In Darkness There is No Choice - LP, 1983
- Out from the Void - EP, 1985
- Hallo There How's Life - album live, 1991
- Peace is Better Than a Place in History - album live, 1993
- Leeds 02.04.86 - album live, 2010
- 4 Minutes Past Midnight/Out From the Void (Part 2) - Tour 10"
- In Darkness There is No Choice - LP, 2011